# Ranitomeya fulgurita
Ranitomeya fulgurita är en groddjursart som först beskrevs av Philip A. Silverstone 1975.  Ranitomeya fulgurita ingår i släktet Ranitomeya och familjen pilgiftsgrodor. IUCN kategoriserar arten globalt som livskraftig. Inga underarter finns listade i Catalogue of Life.